# Col de la Bonette

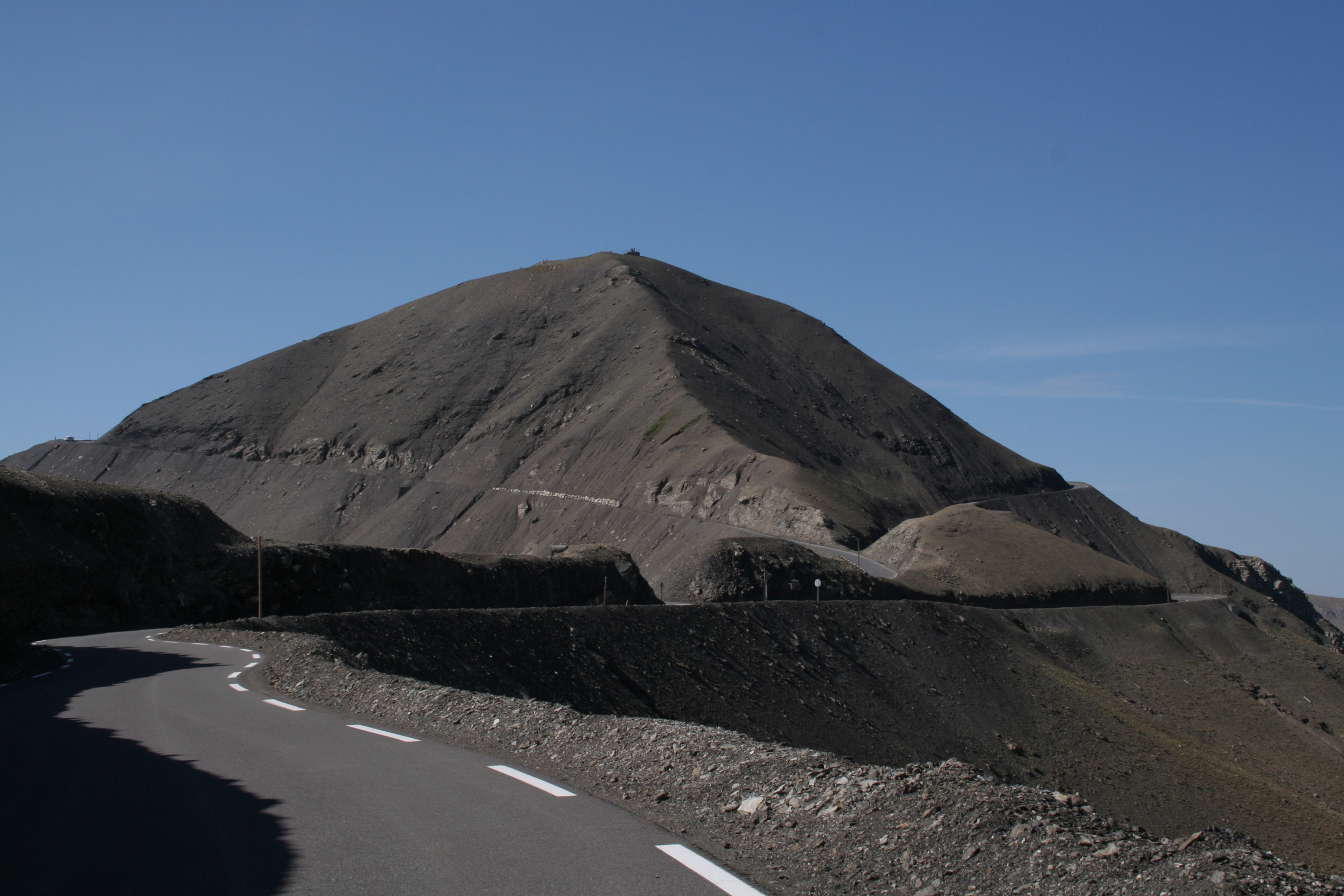
Silnice přes průsmyk

Col de la Bonette je horské sedlo ve Francii. Nachází se v Národním parku Mercantour na hranici departementů Alpes-Maritimes a Alpes-de-Haute-Provence. Odděluje Provensálské Alpy a Přímořské Alpy a patří k povodí řeky Ubaye. Nejbližším sídlem je Jausiers. Sedlo má nadmořskou výšku 2715 metrů, vrchol hory Cime de la Bonette se nachází ve 2860 metrech. Přes průsmyk vede nejvyšší asfaltovaná silnice ve Francii Route de la Bonette. V zimě je silnice uzavřena. Nedaleko se nachází vojenský tábor Camp des Fourches. Col de la Bonette je nejvyšším bodem dosaženým v historii Tour de France, která se zde jela v letech 1962, 1964, 1993 a 2008. V letech 1962 a 1964 vyhrál horskou prémii Federico Bahamontes, v roce 1993 Robert Millar a v roce 2008 John-Lee Augustyn.

## Col de la Bonette na Tour de France
| Rok  | Etapa | Kategorie | Start           | Cíl        | První na vrcholu    |
| ---- | ----- | --------- | --------------- | ---------- | ------------------- |
| 2008 | 16    | HC        | Cuneo           | Jausiers   | John-Lee Augustyn   |
| 1993 | 11    | HC        | Serre Chevalier | Isola 2000 | Robert Millar       |
| 1964 | 9     | 1         | Briançon        | Monako     | Federico Bahamontes |
| 1962 | 18    | 1         | Juan-les-Pins   | Briançon   | Federico Bahamontes |